# Warwick Mountain
Warwick Mountain liegt südlich von Warwick Creek im Athabasca River Valley im Jasper-Nationalpark. Der Berg wurde 1919 von Arthur O. Wheeler nach dem Warwick Castle in England benannt, da der Mount King Edward nur acht Kilometer nördlich lag. 1919 wurde er zum ersten Mal im Zuge von Grenzvermessungen bestiegen.